# Gesina ter Borch
Gesina ter Borch (Deventer, 15 de novembro de 1631 – Zwolle, 16 de abril de 1690) foi uma aquarelista e desenhista holandesa do Século de Ouro dos Países Baixos, cujo trabalho consiste principalmente em pinturas em aquarela em álbuns. A maioria de seu trabalho capturou suas observações sobre a vida familiar, eventos atuais e pessoas da moda. Além das artes visuais, Gesina escreveu poesias de amor.